# Геларі (комуна)
Геларі (рум. Ghelari) — комуна у повіті Хунедоара в Румунії. До складу комуни входять такі села (дані про населення за 2002 рік):
- Геларі (1919 осіб) — адміністративний центр комуни
- Говеждія (134 особи)
- Плоп (53 особи)
- Руда (208 осіб)

Комуна розташована на відстані 295 км на північний захід від Бухареста, 21 км на південний захід від Деви, 134 км на південний захід від Клуж-Напоки, 121 км на схід від Тімішоари.

## Населення
За даними перепису населення 2002 року у комуні проживали 2314 осіб.
Національний склад населення комуни:
| Національність | Кількість осіб | Відсоток |
| -------------- | -------------- | -------- |
| румуни         | 2262           | 97,8%    |
| угорці         | 46             | 2,0%     |
| німці          | 1              | < 0,1%   |
| словаки        | 1              | < 0,1%   |

Рідною мовою назвали:
| Мова      | Кількість осіб | Відсоток |
| --------- | -------------- | -------- |
| румунська | 2277           | 98,4%    |
| угорська  | 34             | 1,5%     |
| німецька  | 2              | 0,1%     |

Склад населення комуни за віросповіданням:
| Релігія        | Кількість осіб | Відсоток |
| -------------- | -------------- | -------- |
| православні    | 2220           | 95,9%    |
| римо-католики  | 47             | 2,0%     |
| реформати      | 25             | 1,1%     |
| п'ятдесятники  | 8              | 0,3%     |
| греко-католики | 8              | 0,3%     |
| адвентисти     | 1              | < 0,1%   |
| лютерани       | 1              | < 0,1%   |
| не релігійні   | 1              | < 0,1%   |